# チャプスイ

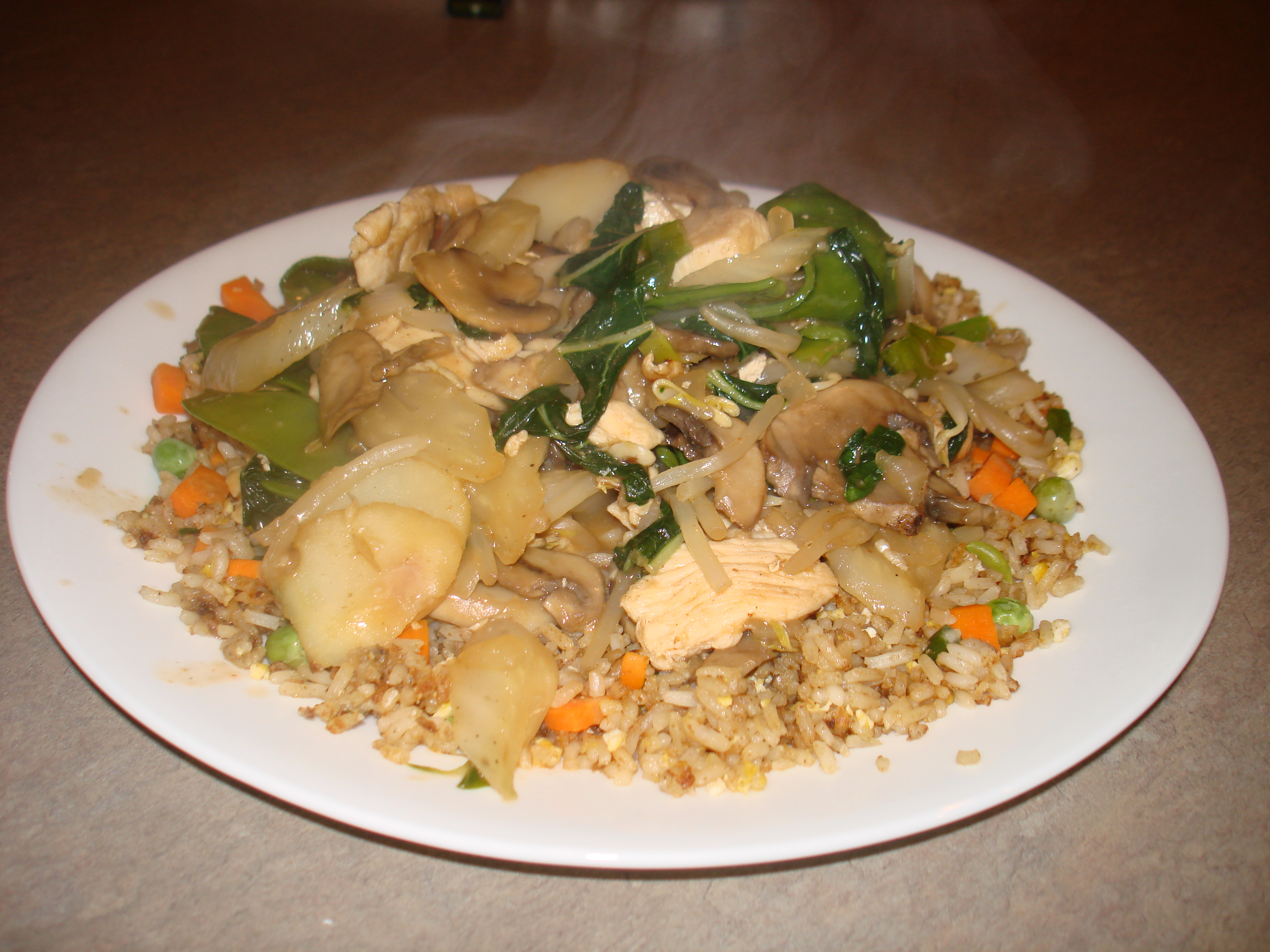
チャーハンの上に鶏肉入りのチャプスイを載せたもの

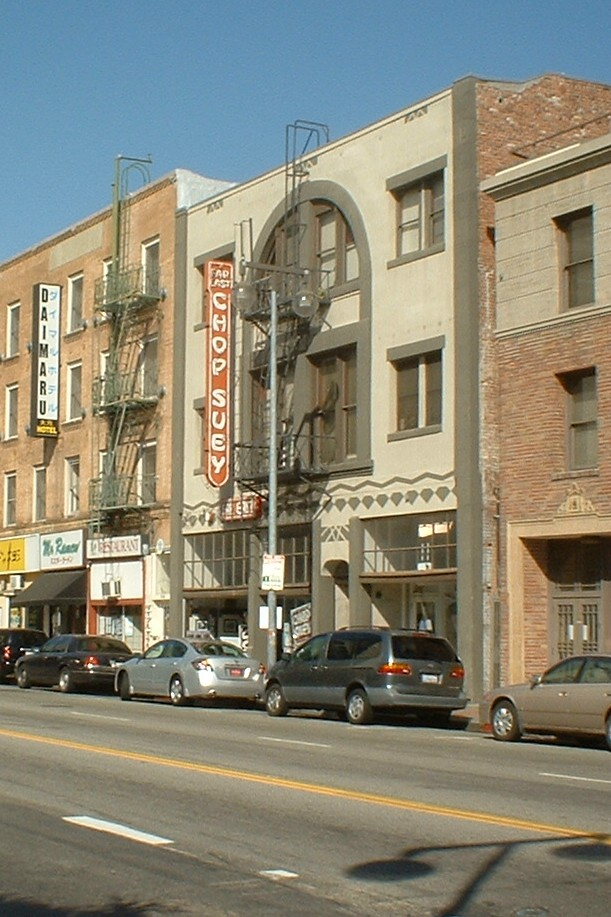
ロサンゼルス、リトル・トーキョーのファーイースト・チャプスイ・レストラン。かつては全米にこのようなチャプスイ店が存在した。

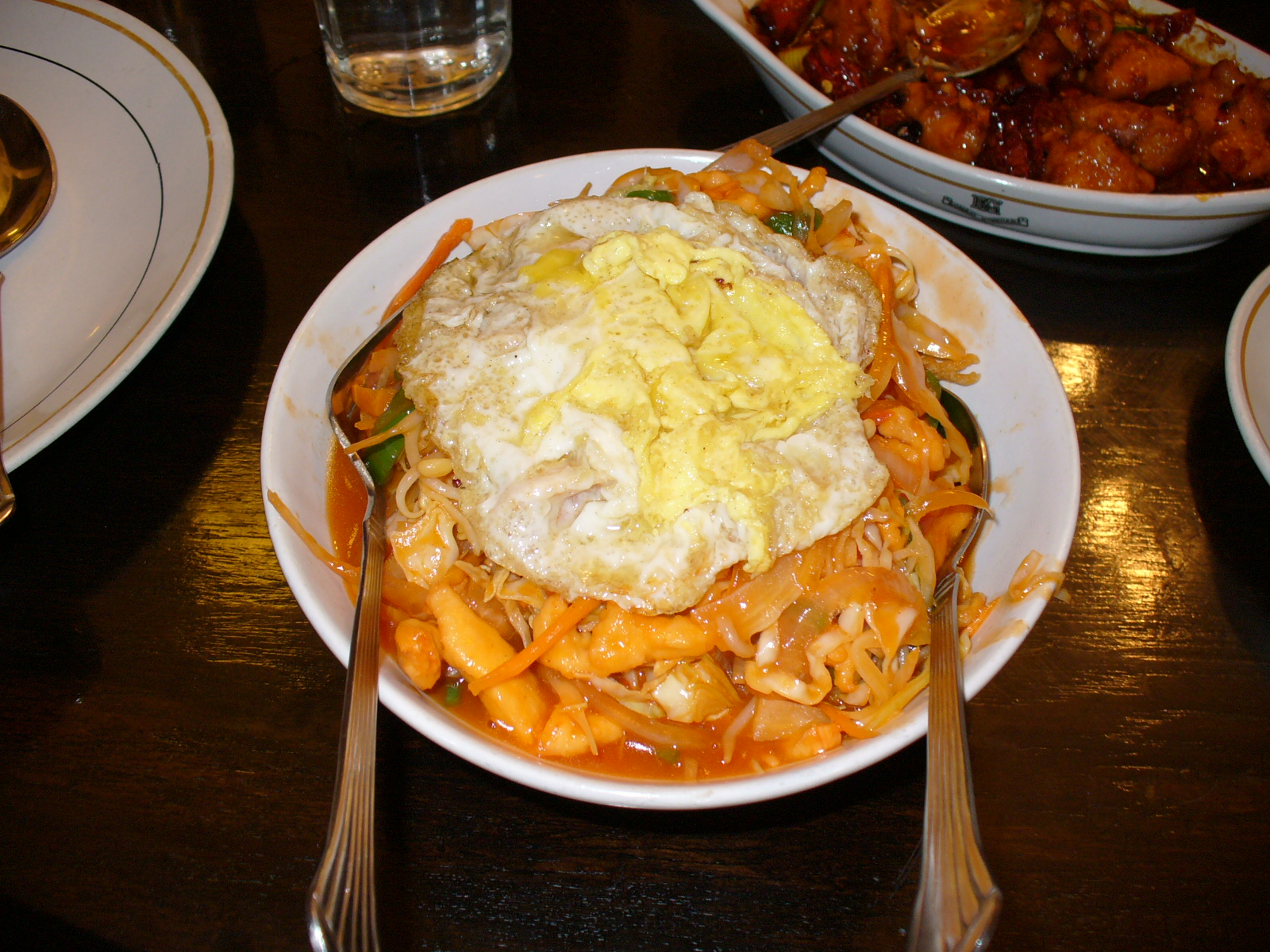
ボンベイ・ジムカーナのチャプスイ、ムンバイ

チャプスイ（李鴻章雑砕、繁体字: 李鴻章雜碎、簡体字: 李鸿章杂碎、英語: chop suey）は、アメリカ式中華料理の一種である。広東省台山式の広東料理、炒雑砕（チャーウチャプスイ、繁: 炒雜碎、簡: 炒杂碎）がもとになった料理で、モツまたは豚肉や鶏肉、タマネギ、シイタケ、モヤシなどを炒めてスープを加え煮た後に水溶き片栗粉でとろみをつけ、主菜としてそのままあるいは白飯や中華麺に掛けて食す。苦力として渡米した台山県周辺出身者が食べていた、モツ野菜炒めが変化したものと考えられる。広東語の「雑」（繁: 雜、簡: 杂）にはモツの意味がある。例えば「牛雑」（繁: 牛雜、簡: 牛杂）は牛モツ。

## 概要
八宝菜に酷似するも詳細は地域や店舗により様々異なり、北アメリカ独特の材料としてトマトやハムを用いることもある。アメリカ合衆国とカナダの田舎ではテイクアウト中華料理の定番商品で、南アメリカやインドの中華料理店でも広く提供されている。アメリカで1910年代から1920年代にかけて流行したアメリカン・チャプスイは刻んだタマネギやピーマンと牛挽肉を炒めてマカロニとトマトを加えて煮込んだもので、混ぜ煮料理である以外はチャプスイとの共通点はほとんどない。台山市以外で雑砕（繁: 雜碎、簡: 杂碎）はもつの混ぜ煮を指し『西遊記』には孫悟空がこの雑砕を作って食べようと言う記述がある。宴会料理のごった煮は、特に李公雑砕（繁: 李公雜碎、簡: 李公杂碎、李鴻章雑砕（繁: 李鴻章雜碎、簡: 李鸿章杂碎）とも）と称されて一般料理とは大きく異なり豪華で、1999年に横浜の中華料理店が復元調理している。

## 起源と歴史
19世紀に発案された料理であることのみが確実で、起源はよくわかっていない。ニューヨーク州立大学パーチェス校の歴史学教授レンチュー・ユーの研究では、李鴻章がアメリカでチャプスイを食べたという記録は見つからなかった。欽差大臣李鴻章の1896年の訪米には中国の料理人が3人同行しており、中国清から高級食材も持参していたほどで、外遊先で外食したり、新しい料理を発明したりする必要はなかったはずである。またボストンの中華料理店が1879年に作ったメニューにすでにチャプスイは載っており、李の訪米よりも100年以上前、さらに李が生まれるよりも前から存在していたことも明らかである。ユーはアメリカの商売上手な中華料理店主たちが宣伝のために李鴻章の訪米(中国の高官の初訪米)を利用し、チャプスイが李鴻章の好物だという評判を広めたのではないかと推測している。
アメリカでは1888年に初めて印刷物に登場し、「鶏のレバー、砂肝、ブタのガツ、モヤシを香辛料と共に煮込んだ料理」と定義されている。梁啓超はアメリカ滞在中の1903年に、中国人が経営する料理店にチャプスイがあるが中国系の住民は食べないと記録している。20世紀前半には広く人気を博し、ハロルド・ロイドの映画『チャプスイ＆Co.』（1919年）やシンクレア・ルイスの小説『バビット』、レイモンド・チャンドラーの小説『さらば愛しき女よ』、ルイ・アームストロングの楽曲『コルネット・チャプスイ』、ロジャース&ハマースタインのミュージカル『フラワー・ドラム・ソング』、エドワード・ホッパーの同名の絵画作品にも登場している。しかし、1960年代にジュリア・チャイルド、ジェームズ・ベアード、クレイグ・クレイボーンら料理研究家が台頭し、アメリカ人の食の好みが本物志向に傾くにつれ、より本格的な中華料理が求められるようになり、伝統料理でないチャプスイの人気は衰えた。
アメリカ合衆国のリトルトーキョーでも大衆的料理となったためか、日本でも東京や横浜の中華料理店で出して、人気を博した例もあるが、「五目うまに」などと言い換えられて、チャプスイだと認識されない例もある。他方、米兵が長期に亘り在留している沖縄島では、今も大衆食堂でチャプスイを出している例がある。

## 地域性
1931年に日本で出版された家庭料理書に「野菜のチャプスイ」のレシピが載っている。シイタケとタマネギを刻みバターで炒め、ジャガイモ、サヤインゲン、セロリを塩茹でして加え、バター、小麦粉、野菜のゆで汁でルーを作りとろみをつけて醤油少々と塩、コショウで調味するもので、中華料理とも西洋料理とも分類し難い調理手順である。
アメリカの大学の学食では、比較的ポピュラーでよく出される。
戦後の米軍統治期間が長かった沖縄県では比較的ポピュラーな料理であり、現在も多くのレストランで提供されている。